# Disney's Newport Bay Club
Disney's Newport Bay Club is het grootste hotel in Disneyland Paris. Het werd ontworpen door de architect Robert A. M. Stern, die tevens Hotel Cheyenne heeft ontworpen. Het ontwerp is afgeleid van de architectuur van New England met witte restaurants en hun speciale portieken en houtwerk. De naam komt van de kustplaats Newport. Het hotel is gebouwd in een speciale vorm om de baai van Lake Disney, met zelfs een kleine vuurtoren. Het is het grootste hotel van Disneyland Paris en zelfs van Frankrijk, en in de tijd van de opening had het ook de meeste kamers van elk hotel in West-Europa.

## Geschiedenis
Robert A. M. Stern had eerder al twee hotels ontworpen die hier erg op leken; in 1990 Disney's Beach Club Resort en het Disney's Yacht Club Resort in het Walt Disney World Resort. Zij hebben ook het eind-19e-eeuwse New England thema.
Het hotel is geopend in april 1992, tegelijk met Disneyland Resort Paris zelf. In datzelfde jaar was het hotel 's winters gesloten, vanwege de lage opbrengst leden de Disneyhotels verlies in de eerste jaren.

## Thema
In dit deluxe hotel waant men zich een matroos in de nautische sferen van New England uit de jaren 1920 die dit herenhuis rijk is. De blauwe en witte kleuren voegen hier een vleugje romantiek aan toe.

## Kamers
In het hotel zijn 1097 kamers waaronder 15 suites. De standaardkamers zijn 27 m² groot. De 5 persoonsfamiliekamers zijn 28 tot 29 m² en de 6 persoonsfamiliekamers 40 m². De suites zijn van 50 m² tot 83 m².

### Kamertypes
- Superior kamer: 663 kamers.
- Superior kamer - Lake Disney zijde: 265 kamers.
- Superior Familiekamer: 29 kamers waarvan 6 in standaard- en 23 in Lake Disney-zijde-uitvoering. Geschikt voor 5 personen.
- Superior kamer met terras: 26 kamers.
- Compass Club kamer: 99 kamers zijn gelegen in de Compass Club incl:
- Compass Club kamer - Lake Disney zijde
- Compass Club Familiekamer: Geschikt voor 5 personen: 2 dubbele bedden en 1 slaapbank, of 6 personen: 2 dubbele bedden en 2 slaapbanken.

### Suites
- 1 Executive Suite van 64 m² voor 4 personen. Het enige type suite dat geen uitzicht heeft over Lake Disney maar een uitzicht op de tuin.
- 2 Resort Suites van 55 m² voor 4 personen.
- 8 Compass Club Suites van 50 m² voor 4 personen. Allen gelegen in de toren.
- 2 Vice-Presidentiëles Suite van 69 m² voor 4 personen.
- 2 Presidentiële Suites van 83 m² voor 6 personen. Met een aparte slaapkamer.

## Compass Club
99 kamers zijn gelegen in de Compass Club op de bovenste verdiepingen en bieden extra services. Ook de gasten die in suites verblijven genieten van de voordelen van de Compass Club, ongeacht de ligging van de suite.
De gasten van de Compass Club beschikken over een privé-receptie en toegang tot de Compass Lounge waar de hele dag door drankjes genuttigd kunnen worden en waar tijdens theetijd snacks geserveerd worden. Valet service is inbegrepen.  Tot voor de stopzetting van het Fastpass programma in 2020 kregen Compass Club gasten bij aankomst een Disney Hotel Fastpass of VIP Fastpass (suites).
De presidentiële suite biedt plaats aan 6 gasten en biedt een uitzicht over Lake Disney en beschikt over een slaapkamer met kingsize bed en een ruime woonkamer.

## Restaurants en bar
- Cape Cod is een buffetrestaurant met een internationale keuken in de maritieme sfeer van New England (444 plaatsen).
- Yacht Club is een tafelbedieningsrestaurant voor het diner en biedt de sfeer van een authentieke yacht club (240 plaatsen).

- In de bar van het hotel, Captain’s Quarters, kan je ontspannen in nautische stijl met uitzicht op Lake Disney

## Overige activiteiten
- Nantucket Pool & Health Club: binnenzwembad met kinderbad en buitenzwembad met relaxzone, geopend tijdens het zomerseizoen, bubbelbad, sauna, hammam en fitnessruimte.
- Bay Boutique - Disney Shop.
- Ontmoetingen met Disney Figuren.
- Little Captain's Corner.

## Renovatie
Recent heeft het hotel een gefaseerde renovatie ondergaan. Dit bracht de nodige overlast met zich mee voor de hotelgasten. Om dit in de toekomst te vermijden zullen de nog te renoveren hotels Disney's Hotel New York en Disneyland Hotel volledig sluiten gedurende meer dan een jaar.
Na de renovatie verbeterde het hotel haar aanbod aan services. De service en gastvrijheid komt nu overeen met die van een 4-sterren hotel en sinds 8 maart 2016 is een 4de ster voor Disney's Newport Bay Club dan ook een feit. Het hotel beschikt nu over roomservice, er zijn koffie en theefaciliteiten aanwezig in elke kamer, beddengoed en handdoeken werden vernieuwd, het ontbijt werd uitgebreid en de Compass Club werd geopend.